# Phragmatobia rubrida
Phragmatobia rubrida là một loài bướm đêm thuộc phân họ Arctiinae, họ Erebidae.